# Grammy Award du meilleur album de folk traditionnel
Le Grammy Award du meilleur album de folk traditionnel (Best Traditional Folk Album) est une ancienne récompense décernée lors des cérémonies annuelles des Grammy Awards décernée à l'album de folk traditionnel de l'année.

## Lauréats[1]
| Année | Artiste                  | Album                                           |
| ----- | ------------------------ | ----------------------------------------------- |
| 1989  | Tracy Chapman            | Tracy Chapman                                   |
| 1990  | Indigo Girls             | Indigo Girls                                    |
| 1991  |                          |                                                 |
| 1992  | John Prine               | The Missing Years                               |
| 1993  | The Chieftains           | An Irish Evening                                |
| 1994  | The Chieftains           | The Celtic Harp                                 |
| 1995  | Bob Dylan                | World Gone Wrong                                |
| 1996  | Jack Elliott             | South Coast                                     |
| 1997  |                          |                                                 |
| 1998  | Bob Dylan                | Time Out of Mind                                |
| 1999  |                          | Long Journey Home                               |
| 2000  |                          |                                                 |
| 2001  | Emmylou Harris           | Red Dirt Girl                                   |
| 2002  |                          | Down From the Mountain                          |
| 2003  | Doc Watson               | Legacy                                          |
| 2004  |                          | Wildwood Flower                                 |
| 2005  |                          |                                                 |
| 2006  | Tim O'Brien              | Fiddler's Green                                 |
| 2007  | Bruce Springsteen        | We Shall Overcome: The Seeger Sessions          |
| 2008  | Levon Helm               | Dirt Farmer                                     |
| 2009  | Pete Seeger              | At 89                                           |
| 2010  | Loudon Wainwright III    | High Wide & Handsome: The Charlie Poole Project |
| 2011  | Carolina Chocolate Drops | Genuine Negro Jig                               |